# Kodioides pedunculata
Kodioides pedunculata is een zeeanemonensoort. De anemoon komt uit het geslacht Kodioides. Kodioides pedunculata werd in 1890 voor het eerst wetenschappelijk beschreven door Danielssen. 